# Покрајина Западни Азербејџан
Западни Азербејџан (перс. آذربایجان&nbsp;غربی Āzarbāijān-e Gharbī, азерски: غربی آذربایجان - Gharbī Āzarbāijān, курдски: Azerbaycana Rojava) је једна од 31 покрајине у Ирану. Налази се на самом северозападу земље. Граничи се са Турском и Азербејџаном на северу, Ираком на западу и провинцијама Источним Азербејџаном на истоку, Занџаном на југоистоку и Курдистаном на југу.
Покрајина се простире на 39.487 km² изузимајући језеро Урмија од 5.200 km² које чини природну границу између Западног и Источног Азербејџана. 
У Западном Азербејџану према подацима из 2008, живи 2.898.303 становника. Административни центар провинције је град Урмија. Становништво чине претежно Азери (око 76%) и Курди (око 22%).